# Prins Hisahito af Akishino
Prins Hisahito af Akishino (悠仁親王, født 6. september 2006) er det tredje barn og eneste søn af Prins Fumihito. Han er barnebarn til den tidligere kejser Akihito af Japan, og nevø til den nuværende kejser Naruhito af Japan. Prins Hisahito er nummer to i arverækkefølgen.